# Thlaspi rosulare
Thlaspi rosulare är en korsblommig växtart som beskrevs av Pierre Edmond Boissier och Benedict Balansa. Thlaspi rosulare ingår i släktet skärvfrön, och familjen korsblommiga växter. Inga underarter finns listade i Catalogue of Life.